# أمالياذا
أمالياذا : (باليونانية: Αμαλιάδα)، (بالإنجليزية:Amaliada)، مدينة يونانية ومركز لبلدية تقع في غرب البلاد، وهي تفع في مقاطعة إيليا التي تتبع إدارياً لإقليم غرب اليونان.

## الموقع، السكان
تقع المدينة على ارتفاع 75 عن مستوى سطح البحر وذلك ضمن سهل إليس (Elis) الساحلي الواقع في شمال غرب شبه جزيرة المورة. يمر بها نهر سوخياس (Sochias) الصغير. تبعد المدينة مسافة 5 كيلومتر عن ساحل البحر المتوسط وَمسافة 80 كيلومتر إلى الجنوب من باتراس عاصمة إقليم غرب اليونان، وَمسافة 20 كيلومتر عن بيرغوس عاصمة مقاطعة إيليا.
يبلغ عدد سكان المدينة وحدها (18,500) نسمة (إحصائيات 2001)، بينما يبلغ عدد السكان (31,500) نسمة مع كل الأراضي البلدية التابعة لها.

## التسمية
تعود تسمية أمالياذا إلى الملكة أماليا ملكة اليونان في ثلاثينيات القرن التاسع عشر

## التاريخ
تقع المدينة في سهل إليس الذي كانت مدينة إليس القديمة مركزاً له، لا تبعد هذه المدينة الأثرية كثيراً عن مدينة امالياذا الحالية.
خلال الفترة الـبيزنطية كانت تقوم مكان المدينة الحالي المستوطنة التابعة لكنيسة باناغيا بلاتيتيرا (Panagia Platytera) والتي أصبحت تدعى فرانكافيلا (Frankavilla) بعد فترة السيطرة الـفرنجية.
خلال الفترة الـعثمانية أصبحت المستوطنة تعرف باسم كاليتسا (Kalitsa)، وأضيفت إليها مستوطنة درفي-شلبي (Dervi-Celebi) العسكرية. ازدهرت المنطقة بعد خروج العثمانيين من المورة وقدم إليها السكان من المناطق الجبلية المجاورة لخصوبة الأراضي المحيطة بها، دمجت المستوطنتان الآخذتان بالنمو وأطلق عليهما اسم أمالياذا تيمناً بالملكة أماليا ملكة اليونان، وأصبحت البلدة الجديدة مركزاً لبلدية إليسا (Elissa).
قدم إليها بعض المهجرين في عشرينيات القرن العشرين بعد عملية التبادل العرقي بين الأتراك واليونانيين على إثر الحرب بين البلدين، وقد هاجر في تلك الفترة العديد من سكانها إلى الولايات المتحدة، وقد أسهم هؤلاء لاحقاً بشكل فعال في تطوير مدينتهم.

## المعالم الأساسية
- أهم معلم في المدينة هو دير فرانكافيلا (Frankavilla) والذي بني خلال القرون الوسطى من قبل البيزنطيين في القرن الحادي عشر، ويعتبر من أحد أهم المباني التاريخية في مقاطعة إيليا، وهو بناء مقبب بشكل صليب، وجد أن أساس البناء يعود لمعبد قديم.
- متحف أمالياذا الفولكلوري: بني في العام 1932 م. على الطراز النيوكلاسيكي، من قبل أخوين مهاجرين في الولايات المتحدة.
- المكتية العامة: وفد بنيت أيضاً من قبل المهاجرين في الولايات المتحدة.

## متفرقات
- تحدث في المدينة سنوياً عدة مهرجانات ونشاطات ثقافية، أهمها مهرجان إيليا القديمة، والذي تجري أحداثه في عدة مواقع في مقاطعة إيليا منها أمالياذا. كرنفال إليس وهو مهرجان شعبي تقليدي، مهرجان سينما السباب وغيرها.
- أهم نادي كرة قدم في المدينة هو أستيراس أمالياذاس، ويلعب في دوري الدرجة الثالثة اليوناني.
- تعتبر المدينة مركزاً للانطلاق لزيارة موقع إليس القديمة، والتي كانت مركزاً للألعاب الأولمبية الغابرة.
- توجد بها بعض أقسام المعهد التقني العالي في باتراس.

## وصلات خارجية
- موقع المدينة الرسمي